# January
January – imię męskie pochodzenia łacińskiego. Wywodzi się od imienia boga Janusa, jednak pierwotnie oznaczało chłopca, który urodził się w styczniu (po łacinie mensis Ianuarius).
Żeński odpowiednik: Januaria.
January imieniny obchodzi: 19 stycznia, 8 kwietnia, 4 maja, 10 lipca, 6 sierpnia, 28 sierpnia, 19 września, 13 października, 24 października i 25 października.

## Znane osoby noszące imię January
- św. January z Benewentu, biskup i męczennik
- św. January z Kordoby, męczennik
- January Brunov, aktor
- January Krawczyk, aktor i śpiewak
- January Suchodolski, oficer i malarz
- January Roman, pilot
- January Weiner, biolog
- January Zaradny, gitarzysta, klawiszowiec i kompozytor muzyki rozrywkowej